# Szergej Vjacseszlavovics Lazarev
Szergej Vjacseszlavovics Lazarev (oroszul Сергей Вячеславович Лазарев) (Moszkva, 1983. április 1. –) orosz énekes, táncos, színész. Énekes karrierje akkor kezdődött, amikor a Smash!! csoport tagja lett. A csoport feloszlott 2006-ban. Azóta Lazarev szólókarrierbe kezdett. Ő képviselte Oroszországot a 2016-os Eurovíziós Dalfesztiválon Stockholmban, ahol a döntőben a harmadik helyen végzett, bár a nézőktől ő kapta a legmagasabb pontszámot. 2019-ben újra képviselte hazáját az Eurovíziós Dalfesztiválon Tel-Avivban, és ezúttal is a harmadik helyen végzett.

## Gyermekkora
Lazarev Moszkvában született. Hattól kilencéves koráig művészi tornát gyakorolt. Tízéves korában tagja lett a Lokteus Gyerekkórusnak. Tizennégy éves korában megkapta az első zenei díját. Ezután belépett a Nyeposzedi gyermekcsoportba, amelynek tagjai voltak Julija Volkova és Lena Katyina, a t.A.T.u együttes tagjai is. Szintén a barátja Vlad Topalov.

## Színészi karrier
2000-től Lazarev a moszkvai MHAT Színházi Intézetbe járt, majd itt diplomázott le 2004-ben, mint  profi színész. Főszerepet játszott a Rómeó és Júliában és A Karamazov testvérekben a Puskin Színházban.

## Szóló zenei karrier
2008-ban részt vett az Eurovíziós Dalfesztivál orosz nemzeti döntőjében Flyer című dalával. A döntőt Dima Bilan nyerte meg, Lazarev a negyedik lett. Szintén 2008-ban Lazarev megnyerte az MTV Művészeti Díját.
2015. december 10-én bejelentették, hogy Lazarev fogja képviselni Oroszországot a 2016-os Eurovíziós Dalfesztiválon Stockholmban. A döntőben harmadik helyezést érte el a You Are the Only One című dallal. Lazarev a nemzeti zsűriktől 130, a nézőktől 361 pontot kapott.
A 2019-es Eurovíziós Dalfesztiválon Scream című dalával képvilsete Oroszországot Tel-Avivban, és ezúttal is a harmadik helyen végzett a döntőben.

## Magánélete
2016 decemberében beismerte, hogy van egy kétéves fia, Nyikita, miután fotók kerültek nyilvánosságra róluk. Nyikita később szerepelt Lazarev So Beatiful című klipjében, 2017-ben.

## Turnék
- Don't Be Fake Tour (2006–07)
- TV Show Tour (2007–08)
- Lazerboy Live (2009–10)
- Heartbeat Tour (2011)
- Lazarev Live (2013–14)
- The Best Tour (2015–17)
- N Tour (2018–19)

## Fordítás
Ez a szócikk részben vagy egészben  a   Sergey Lazarev című angol Wikipédia-szócikk ezen változatának fordításán alapul.  Az eredeti cikk szerkesztőit annak laptörténete sorolja fel. Ez a jelzés csupán a megfogalmazás eredetét és a szerzői jogokat jelzi, nem szolgál a cikkben szereplő információk forrásmegjelöléseként.